# Tres en ratlla

Animació d'una partida on les X guanyen al seu quart moviment en evitar que les O facin una línia de tres en el seu tercer moviment a la cantonada inferior dreta.

El tres en ratlla és un joc de tauler, on l'objectiu és d'arribar a posar tres peces sobre el tauler (de 3 per 3 posicions) de manera que siguin en línia recta (horitzontal, vertical o diagonal). Els jocs de tres en ratlla són dels més escampats pel món. També es coneix com a tres en retxa, treset, molí de tres, marro o narro (en tres) o la rengle(re)ta, tricó al Baix Llobregat, ratllantí o ratllantino a l'Empordà.

## Història
Els seus orígens es perden en l'antiguitat. Hi ha documentats jocs de tres en ratlla a l'antic Egipte (3000 aC), Creta, Grècia i Roma. Posteriorment, se'n troben mostres a la la Xina (500 dC) i Sri Lanka.

## Variants
En el tres en ratlla tradicional, cadascun dels jugadors disposa de 3 fitxes. Un cop s'han posat totes 6 fitxes al tauler, els jugadors les poden moure seguint les ratlles horitzontals o verticals amb l'objectiu d'aconseguir situar les seves 3 fitxes en ratlla, tampoc es poden saltar les peces del contrincant.
En el tres en ratlla conegut com a Tic tac toe o Noughts and crosses, cada jugador disposa de tantes fitxes com li calguin, de fet normalment es juga amb paper i llapis, un jugador dibuixa, per exemple, Xs i l'altre 0s. Alternativament, es van posant o dibuixant les fitxes al tauler fins que algú obtingui alinear-ne o bé les 9 posicions del tauler queden plenes, amb 5 fitxes del primer jugador i 4 del segon.

## Extensió
Existeixen al món molts noms i varietats del joc:
- Mérelles,[5] Morpion,[6] carré chinois (França)
- jogo do galo (portuguès), jogo da velha (portuguès brasiler),[7]
- Tris, smerelli, mulino, filetto, riga di tre (Itàlia)[8]
- Alquerque de tres, tres en raya (Espanya, Equador i Bolívia), Castro, ceros y cruces, juego del gato, tatetí (Argentina), triqui (Colòmbia), totito (Guatemala), cuadritos o cero mata cero (República Dominicana), Tic-Tac-Toe (Estats Units), gato (Xile i Mèxic), michi (Perú i Veneçuela), triqui traka, tres en gallo, eritos, equis cero, triquichao o la vieja (Veneçuela)
- Pitarilla, Bidaria (poblacions indígenes de Nou Mèxic)[9]
- Tic tac toe, Noughts and crosses,[10] Xs and Os (Gran Bretanya i Estats Units d'Amèrica), Three Men's Morris (Gran Bretanya)
- Driesticken (Holanda)[11]
- Tripp trapp trull (Suècia)[12]
- Achi (Ghana)
- Akidada, nepelle (Nigèria)
- Tre-guti (Índia)
- Nerenchi (Sri Lanka)
- Drïs ath-thalātha (països àrabs)
- San-moku-narabe (Japó)
- Luk tsut qi (Xina)
- Tapatan (Filipines)[13]
- Carabaug (Somaliland al Sudan)
- Joc de creuera: hom dibuixa un rectangle dividit en vuit triangles, cada jugador té tres peces o dametes, i per a fer creuera i guanyar cal que arribi a col·locar-les totes tres en filera, és a dir, una en el centre on convergeixen totes les transversals, i les altres dues en els dos extrems d'una d'aquestes.

## Diferents maneres de jugar-hi
1. Cada jugador té tres peces i les va posant sobre el tauler. En cal fer tres en ratlla (horitzontalment o verticalment, no valen les diagonals). Si en posar les peces no se n'ha fet 3 en ratlla es van movent les peces pel tauler seguint les ratlles fins a aconseguir-ho.
2. Igual que l'anterior, però sí que valen les diagonals.
3. Cada jugador té quatre peces, si en posar les peces en el tauler no se n'obté fer tres en ratlla la partida queda en taules i es torna a començar.
4. Quatre peces per jugador, el primer té l'obligació de jugar a la posició central, una volta posades les peces, es poden moure totes exceptada la central.